# 天降女子
天降女子（あもろうなぐ）は、日本の鹿児島県奄美大島に伝わる天女。天降女、亜母礼女（あもれおなぐ）、天下り女、天の女とも表記され、アモレオナグ、アマオナグ、羽衣美女（はごろもまんじょ）とも呼ばれる。

## 概要
一般の天女のように羽衣伝説と同様の説話が語られている一方、男性を求めて天から地上に降りて来るという説もある。それによれば、白い風呂敷を背負って現れ、その際にはどんな好天の日でも小雨が降るという。
地上で男性を見つけると、にやにやと笑って妖艶に誘惑する。男性がこの誘惑に負けると、命を奪われてしまう。また天降女子が柄杓を手にしていることがあり、その柄杓の中の水を男性が飲んでも命を奪われ、魂を天上へと持ち去られてしまう。
男性が誘惑された場合は、逆に睨みつけてやると天降女子の方が根負けして命が助かるという。また柄杓の水を飲む際は、杓子を持つ掌を上に向け、柄を支えるようにして飲むと命を奪われずに済むという。